# Googleamore
Googleamore è un singolo delle cantautrici italiane Vale LP e Lil Jolie, pubblicato il 23 maggio 2025 come quarto estratto dall'album in studio collaborativo Le ragazze della valle.

## Descrizione
Il brano, scritto da entrambe le artiste, è prodotto da Enrico Dadone, in arte Cali Low, e Stefano Tartaglini, in arte Stabber.

## Video musicale
Il video musicale, diretto da Davide De Meo, è stato pubblicato in concomitanza all'uscita del brano attraverso il canale YouTube di Vale LP.

## Tracce
Testi di Valentina Sanseverino e Angela Ciancio, musiche di Dario Pruneddu, Enrico Dadone e Stefano Tartaglini.
1. Googleamore – 2:38